# Chvalatice

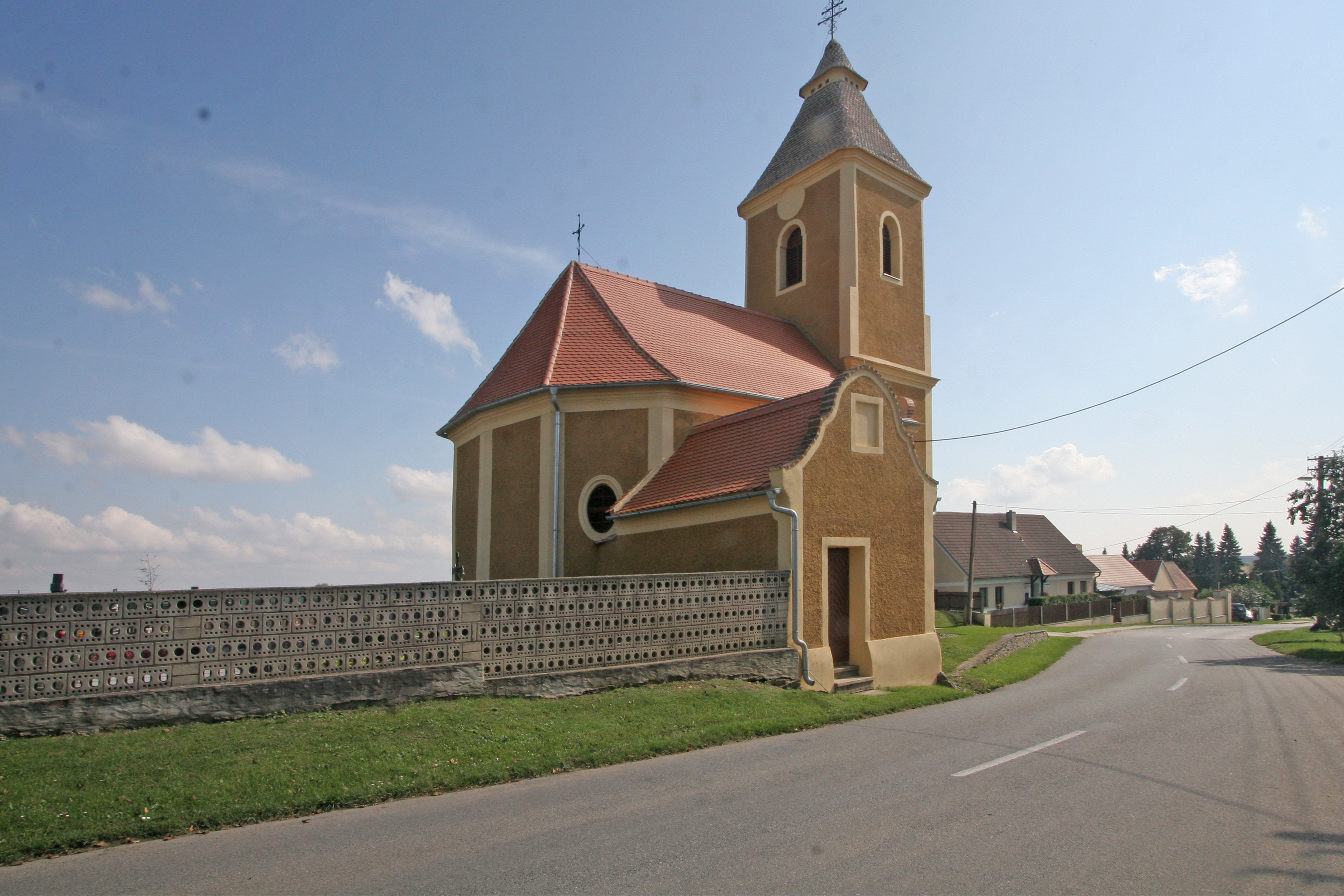
Kirche der Kreuzauffindung

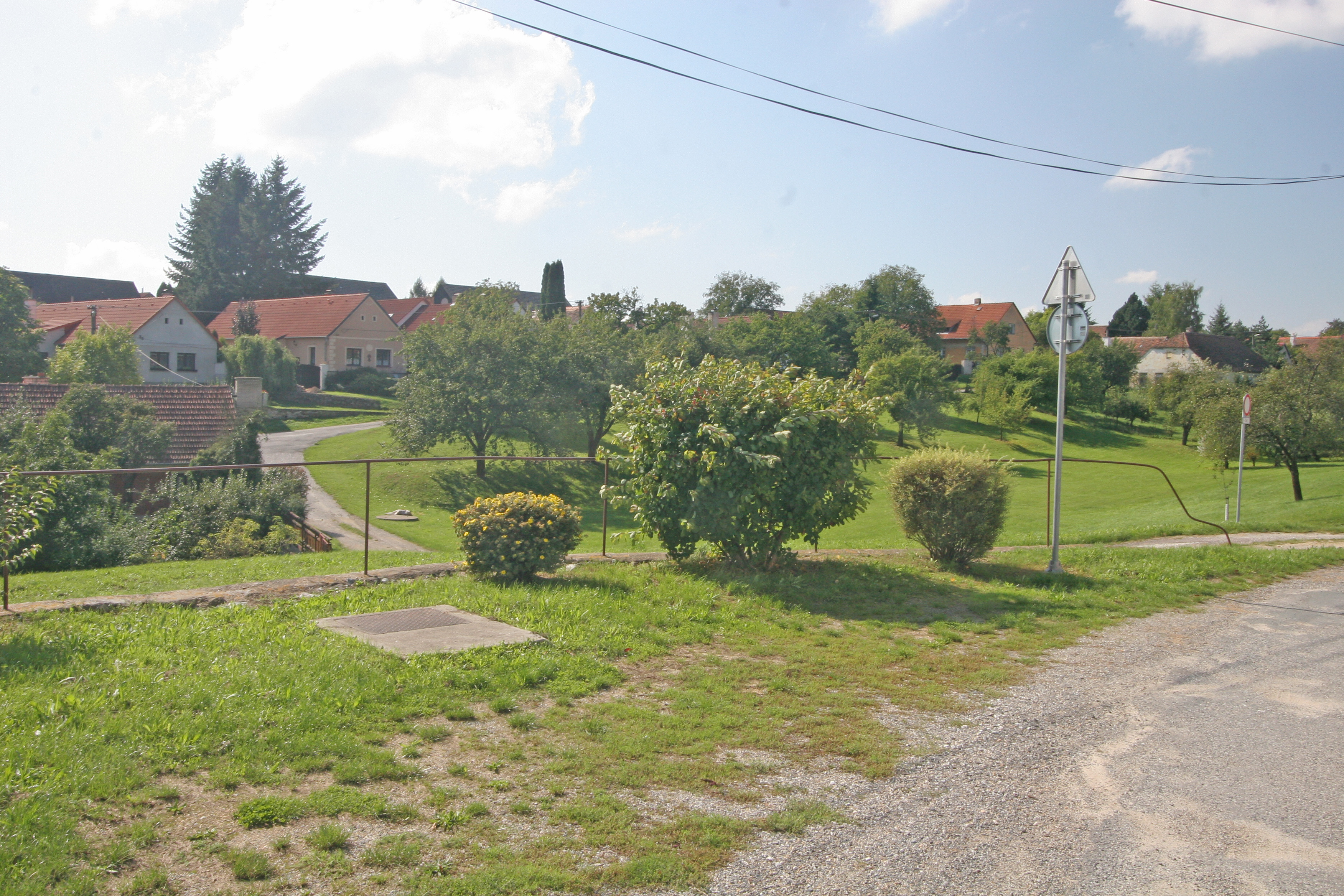
Dorfanger

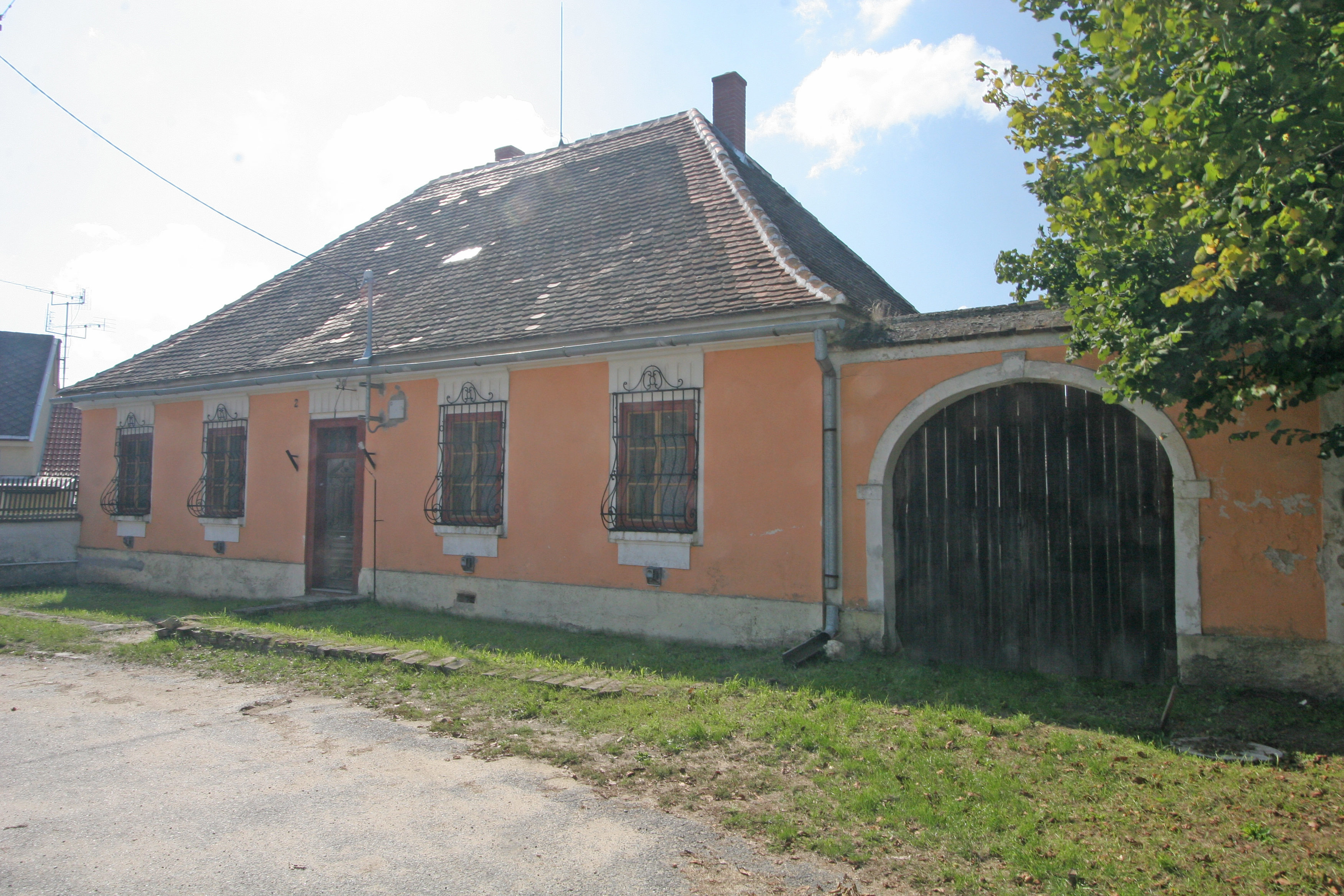
Haus Nr. 2

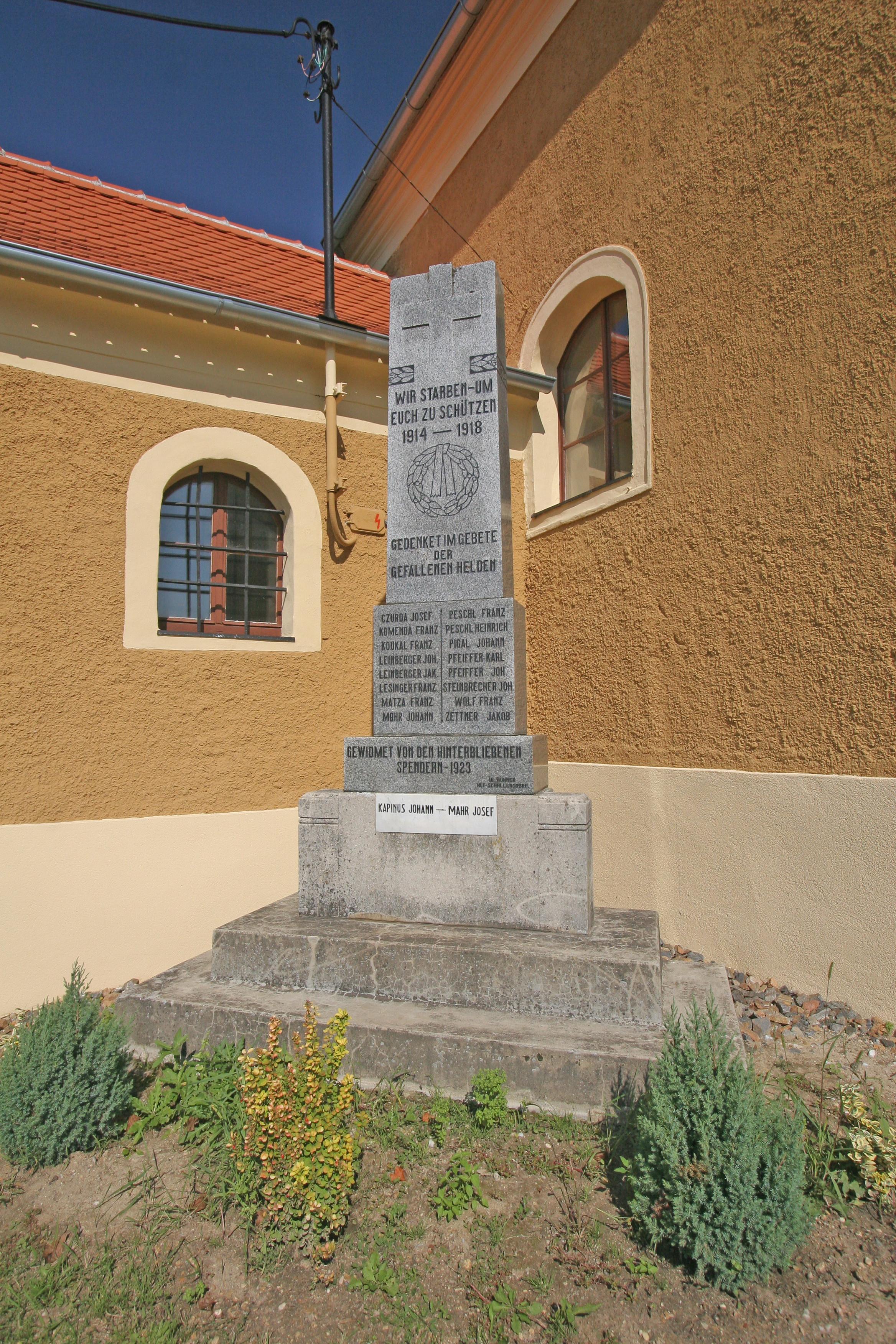
Gefallenendenkmal

Chvalatice (deutsch Chwallatitz) ist eine Gemeinde in Tschechien. Sie liegt 13 Kilometer südwestlich von Moravské Budějovice und gehört zum Okres Znojmo.

## Geographie
Chvalatice befindet sich linksseitig über dem tief eingeschnittenen und mit dem Stausee Vranov gefluteten Tal der Thaya auf einer Hochebene in der Bítovská pahorkatina (Vöttauer Hügelland). Gegen Westen liegt das Tal des Bítovský potok, östlich das des Chvalatický potok. Im Osten erhebt sich der Petrův vrch (466 m n.m.), südöstlich der Spálený kopec (Brendenberg, 432 m n.m.), im Westen der Velký kopec (494 m n.m.) sowie nordwestlich die Suchá hora (571 m n.m.) und der Stříbrný kopec (Silberberg, 523 m n.m.). Südlich liegt die Binnenhalbinsel Babka mit der Burgstätte Chvalatice auf einem Felsgrat.
Nachbarorte sind Černá Blata, Spetice, Na Čihadle, Dvůr Augustov, Nové Syrovice und Láz im Norden, Častohostice, Blížkovice und Zálesí im Nordosten, Štítary im Osten, Šumná, Lesná, Onšov, Lančovský Dvůr und Vranov nad Dyjí im Südosten, Lančov, Jazovice und Starý Petřín im Süden, Podhradí nad Dyjí und Bítov im Südwesten, Vraneč, Popelná und Vysočany im Westen sowie Zblovice, Malý Dešov und Dešov im Nordwesten.

## Geschichte
Die erste urkundliche Erwähnung von Chwalaticz erfolgte im Jahre 1498, als der böhmische König Ladislaus Jagiello die Burg Vöttau mit den dazugehörigen Dörfern aus dem Lehn entließ und Burian Bítovský von Lichtenburg als erblichen Besitz übertrug. Der Ort wurde als Längsangerdorf entlang eines kleinen Bächleins angelegt und wahrscheinlich nach seinem Lokator Chwal benannt. Im Jahre 1513 wurde das Dorf als Chwaletycz bezeichnet.
Nach Aussterben des Vöttauer Familienzweiges der Lichtenburger (Bítovský z Lichtenburka) fiel die Herrschaft 1572 Burians Tochter Ludmilla zu, die das Dorf 1574 von der Anfallsverpflichtung befreite. 1576 übereignete Ludmilla die Herrschaft an Wolf Strein von Schwarzenau-Hartenstein, der sie 1612 an Friedrich Jankowsky von Wlaschim (Bedřich Jankovský z Vlašimě) verkaufte. Seit 1718 wurde der Ort Chwallatitz bzw. Kwallatitz genannt. Das wahrscheinlich aus dem 18. Jahrhundert stammende älteste Ortssiegel zeigt zwei Schwäne mit verschlungenen Hälsen und trägt die Umschrift SIGIL.ORT.KVALLATITZ. 1736 erbten die Grafen von Daun den Besitz. Im Jahre 1750 ließ die Gemeinde anstelle einer alten Kapelle die Kirche der Kreuzauffindung errichten, die 1785 zu einer vom Religionsfonds gestifteten Lokalie unter dem Frainer Dekanat erhoben wurde. 1785 nahm auch eine einklassige Dorfschule den Unterricht auf. Um 1780 wurde in unmittelbarer Nähe des Neuhofes auf den Fluren des aufgelösten und zum Znaimer Obergut Schidrowitz gehörigen Meierhofes bei der Schupfen im Znaimer Freiungswald das Dorf Schröffelsdorf gegründet. 1793 lebten in Chwallatitz 450 Personen. Im Jahre 1811 zerstörte ein Großfeuer das ganze Dorf einschließlich der Schule und des Pfarrhofes. Zwischen 1818 und 1821 ließ die Herrschaft Vöttau auf einer ausgedehnten Wiesenfläche im Wald nördlich von Chwallatitz den Augustenhof anlegen; er bestand aus einem Rinderhof mit Wohn- und Wirtschaftsgebäuden, einem großen Wohnhaus für sechs Drescherfamilien sowie abseitigem Schafhof. 1825 wurde der abgebrannte Pfarrhof neu aufgebaut.
Im Jahre 1834 bestand das Dorf Chwalatitz bzw. Chwalatice aus 70 Häusern mit 402 überwiegend deutschsprachigen Einwohnern. Unter dem Patronat des Religionsfonds standen die Lokalkirche zum hl. Kreuz und die Schule. Abseits lagen die aus einem Schafhof, einem Schüttkasten, Wirtschaftsgebäuden mit Wohnungen für einen Beamten und das Personal der Schäferei, dem Waldwirtshaus an der Znaimer Handelsstraße und fünf Chaluppen bestehende Ansiedlung Neuhof (Nový Dvůr) mit 48 Einwohnern sowie der Augustenhof (Augustov) mit ca. 40 Einwohnern. Chwalatitz war Pfarr- und Schulort für Neuhof, Augustenhof und Schröffelsdorf. Amtsort war Vöttau. Bis zur Mitte des 19. Jahrhunderts blieb Chwalatitz der Allodialherrschaft Vöttau untertänig.
Nach der Aufhebung der Patrimonialherrschaften bildete Chwallatitz / Chvaletice ab 1849 mit den Ortsteilen Augustenhof, Neuhof und Schröffelsdorf eine Gemeinde im Gerichtsbezirk Frain. 1868 wurde das Dorf Teil des Bezirkes Znaim. In den 1870er Jahren wurde der tschechische Ortsname in Chvalatice geändert. Das Dorf blieb rein landwirtschaftlich geprägt, einziges Unternehmen war eine Brennerei. 1880 lebten in Chwallatitz 585 Personen, davon 525 Deutsche und 60 Tschechen. Im Jahre 1889 wurde auch im Ortsteil Schröffelsdorf eine einklassige Volksschule eingerichtet. Beim Zensus von 1900 lebten in Chwallatitz 540 Personen, davon waren 477 Deutsche und 63 Tschechen. Nach dem Ersten Weltkrieg zerfiel der Vielvölkerstaat Österreich-Ungarn, Chwallatitz wurde 1918 Teil der neu gebildeten Tschechoslowakischen Republik. Im Gegensatz zu den umliegenden Orten, in denen seit den 1920er Jahren der Anteil der tschechischen Bevölkerung stark anstieg, ging dieser in Chwallatitz zurück. 1921 hatte Chwallatitz 408 Einwohner, darunter 345 Deutsche und 43 Tschechen. 1924 löste sich Schröffelsdorf mit Augustenhof und Neuhof von Chwallatitz los und bildete eine eigene Gemeinde. Im selben Jahre entstand die Fahrstraße von Chwallatitz über Zblovice ins Želetavka-Tal. 1930 lebten in den 99 Häusern von Chwallatitz 382 Personen, darunter 337 Deutsche und 31 Tschechen. Zu dieser Zeit begann der Bau der Talsperre Frain, mit der das Thayatal südlich von Chwallatitz geflutet wurde; bis 1933 wurde das Dorf Vöttau aus dem Želetavkatal auf den Rücken im Vöttauer Tiergarten südöstlich von Chwallatitz umgesiedelt. Nach dem Münchner Abkommen wurde Chwallatitz 1938 dem Deutschen Reich zugeschlagen und gehörte bis 1945 zum Landkreis Znaim. 1939 wurde Chawallatitz mit Schröffelsdorf und Vöttau zu einer Gemeinde Waldsee (Thaja) zusammengeschlossen. Nach dem Ende des Zweiten Weltkrieges kam Chvalatice wieder zu Tschechoslowakei zurück. Die Gemeindefusion Waldsee (Thaja) wurde 1945 wieder aufgehoben. Im Mai und Juni 1945 wurden die deutschen Bewohner aus Chvalatice vertrieben. Im Jahre 1961 hatte Chvalatice 264 Einwohner und bestand aus 66 Häusern. Seit 2013 führt die Gemeinde ein Wappen und Banner.
Über der Chvalaticer Bucht (Chvalatická zátoka) des Stausees befinden sich auf den Fluren der Gemeinde ca. 280 Ferienhütten, im Dorf Chvalatice werden 45 Chaluppen als Ferienhäuser genutzt.

## Gemeindegliederung
Für die Gemeinde Chvalatice sind keine Ortsteile ausgewiesen. Grundsiedlungseinheiten sind Chvalatice und Chvalatice-chatová oblast.

## Sehenswürdigkeiten
- Spätbarocke Kirche der Kreuzauffindung, sie entstand 1750 anstelle einer Kapelle, der Turmanbau erfolgte im Jahre 1770. Das Altarbild schuf Josef Winterhalder der Jüngere.
- Pfarrhof
- Nischenkapelle der Jungfrau Maria von Lourdes, am Hof Nr. 59
- Bildstock
- Stausee Vranov mit Chvalaticer Bucht und Halbinsel Babka
- Neogotischer steinerner Altan im Wald Obora, südwestlich des Dorfes
- Gedenkstein für die Gefallenen des Ersten Weltkrieges, an der Kirche, enthüllt 1923
- Naturlehrpfad Hraběcí cesta zwischen Chvalatice und Bítov
- Gehöfte in Volksbauweise
- Naturreservat Růžový vrch, südlich des Dorfes am Stausee
- Naturdenkmal Petrový skály, südöstlich des Dorfes am Stausee